# Хамбух
Хамбух (њем. Hambuch) општина је у њемачкој савезној држави Рајна-Палатинат. Једно је од 92 општинска средишта округа Кохем-Цел. Према процјени из 2010. у општини је живјело 709 становника. Посједује регионалну шифру (AGS) 7135038.

## Географски и демографски подаци
Хамбух се налази у савезној држави Рајна-Палатинат у округу Кохем-Цел. Општина се налази на надморској висини од 400 метара. Површина општине износи 4,8 km². У самом мјесту је, према процјени из 2010. године, живјело 709 становника. Просјечна густина становништва износи 147 становника/km².